# Marquesado de Velada
El marquesado de Velada es un título nobiliario español creado el 30 de octubre de 1557 por el rey Felipe II a favor de Gómez Dávila Enríquez de Guzmán, XI señor de Velada, VII señor de San Román, señor de Guadamora y la Ventosa, sobre el señorío que su familia materna ostentaba en Velada, señorío que fue creado en 1294, al ser reconquistado este territorio a los musulmanes. Gómez Dávila y Dávila, era hijo de Sancho Sánchez Dávila de Ribera, VI señor de San Román, y de su esposa Catalina Dávila y Dávila, X señora de Velada. Este título recibió la grandeza de España de Felipe III de España el 5 de abril de 1614, siendo II marqués Gómez Dávila de Toledo.

## Denominación
Su denominación hace referencia a la localidad de Velada, en la provincia de Toledo.

## Marqueses de Velada
|                        | Titular                                              | Periodo                |
| Creación por Felipe II | Creación por Felipe II                               | Creación por Felipe II |
| ---------------------- | ---------------------------------------------------- | ---------------------- |
| I                      | Gómez Dávila y Dávila                                | 1557-1561              |
| II                     | Gómez Dávila y Toledo                                | 1561-1616              |
| III                    | Antonio Sancho Dávila de Toledo y Colonna            | 1616-1666              |
| IV                     | Antonio Pedro Sancho Dávila y Osorio                 | 1666-1689              |
| V                      | Ana Dávila y Osorio                                  | 1689-1692              |
| VI                     | Melchor de Guzmán Osorio y Dávila                    | 1692-1710              |
| VII                    | Ana Nicolasa de Guzmán Osorio y Dávila               | 1710-1762              |
| VIII                   | Ventura Osorio de Moscoso y Fernández de Córdoba     | 1762-1776              |
| IX                     | Vicente Joaquín Osorio de Moscoso y Guzmán           | 1776-1816              |
| X                      | Vicente Isabel Osorio de Moscoso y Álvarez de Toledo | 1816-1837              |
| XI                     | Vicente Pío Osorio de Moscoso y Ponce de León        | 1837-1864              |
| XII                    | Francisco de Asís Ruiz de Arana y Osorio de Moscoso  | 1884-1955              |
| XIII                   | Ignacia Ruiz de Arana y Montalvo                     | 1966-2018              |
| XIV                    | María del Carmen Allendesalazar y Ruiz de Arana      | 2019-actual titular    |

## Historia de los marqueses de Velada
- Gómez Dávila y Dávila (m. 6 de octubre de 1561), I marqués de Velada,[1][2] VIII señor de San Román, XI señor de Velada, Guadamora y la Ventosa.[3]

Casó con Teresa Carrillo de Mendoza, hija de Íñigo López de Mendoza, virrey de Cerdeña, y de Guiomar de Villena. Le sucedió su nieto, hijo de Sancho Dávila y Carrillo de Mendoza (m. 1546) y de esposa Juana de Toledo, hija de Diego Enríquez de Guzmán, III conde de Alba de Liste, y de su primera esposa, Leonor de Toledo, hija de Fadrique Álvarez de Toledo y Enríquez, II duque de Alba:
- Gómez Dávila y Toledo (Ávila, 1541-Real Monasterio de San Lorenzo de El Escorial, 27 de julio de 1616), II marqués de Velada, grande de España,[1] ayo y mayordomo mayor del príncipe Felipe y de la infanta Isabel Clara Eugenia, miembro del Consejo de Estado,[5] IX señor de San Román, I señor de Velada, Guadamora y la Ventosa y caballero de la Orden de Calatrava en 1596.[3]

Casó en primeras nupcias con Ana de Toledo y Monroy (m. 1573), hija de Fernando Álvarez de Toledo y Figueroa, IV conde de Oropesa, y de su esposa Beatriz de Monroy y Ayala, II condesa de Deleytosa. Contrajo un segundo matrimonio con Ana Álvarez de Toledo (m. 30 de enero de 1596), hija de  Álvarez de Toledo y Osorio, IV marqués de Villafranca del Bierzo grande de España, y I duque de Fernandina, y de Vittoria Colonna. Le sucedió, de su segundo matrimonio, su hijo:
- Antonio Sancho Dávila de Toledo y Colonna (Real Alcázar de Madrid, 15 de enero de 1590-25 de agosto de 1666), III marqués de Velada, grande de España,[1] I marqués de San Román,[5][a] consejero de Estado, gobernador de Orán y del Milanesado, presidente del Consejo de Italia, del de Flandes, miembro del Consejo de las Órdenes, caballero de la Orden de Calatrava [8] y gentilhombre de la cámara de rey Felipe III.[9]

Casó, en 1614, con Constanza Osorio (m. Madrid, 29 de agosto de 1645), hija de Pedro Álvarez Osorio, VIII marqués de Astorga, grande de España, IX conde de Trastámara, IX conde de Santa Marta de Ortigueira y señor del condado de Villalobos, y de Blanca Manrique de Aragón (m. 25 de marzo de 1619), Le sucedió su hijo:
- Antonio Pedro Sancho Dávila y Osorio (Madrid, 27 de noviembre de 1615-27 de febrero de 1689), IV marqués de Velada,[1] X marqués de Astorga,[12] dos veces grande de España, II marqués de San Román,[8] XI conde de Trastámara y X conde de Santa Marta.[13] Fue gentilhombre de  cámara de los reyes Felipe IV  y Carlos II, gobernador y capitán general de Orán, virrey y capitán de Navarra, capitán general de la provincia de Guipúzcoa, virrey y capitán general del reino de Valencia, embajador en Roma, miembro del Consejo de Estado, del Consejo de Guerra, caballero de la Orden de Calatrava y su comendador en Manzanares.[14][15]

Casó en primeras nupcias, el 24 de febrero de 1634, con su prima hermana, Juana María de Velasco y Osorio (m. octubre de 1634), III marquesa de Salinas del Río Pisuerga, hija de Luis de Velasco e Ibarra, II marqués de Salinas del Río Pisuerga, y de Ana Osorio Manrique, su tía materna. Casó en segundas nupcias con Ana María de Guzmán y Silva, III condesa de Saltés, Contrajo un tercer matrimonio con María Pimentel, hija de los condes-duques de Benavente. Sin descendencia de ninguno de sus matrimonios, le sucedió su hermana:
- Ana Dávila y Osorio (m. 20 de julio de 1692), V marquesa de Velada,[1] XI marquesa de Astorga,[12], dos veces grande de España, III marquesa de San Román,[17] XII condesa de Trastámara y XI condesa de Santa Marta.[17]

Casó, el 5 de enero de 1650, con Manuel Luis de Guzmán y Zúñiga, IV marqués de Villamanrique y VII marqués de Ayamonte. Le sucedió su hijo:
- Melchor de Guzmán Osorio Dávila y Manrique de Zúñiga (m. 15 de abril de 1710), VI marqués de Velada,[1] XII marqués de Astorga, dos veces grande de España,[12] IX marqués de Ayamonte,[13] V marqués de Villamanrique, IV marqués de San Román, XIII conde de Trastámara,[13] XIV conde de Nieva, XII conde de Santa Marta, V conde de Saltés,[13] caballero de la Orden de Calatrava en 1685, gobernador y capitán general de Galicia y presidente de su Real Audiencia.[18]

Contrajo un primer matrimonio, el 18 de diciembre de 1677, con Antonia de la Cerda, hija de Juan Francisco de la Cerda y Enríquez de Ribera, VIII duque de Medinaceli grande de España, y de su esposa Catalina de Aragón Sandoval Folch de Cardona y Córdoba, VIII duquesa de Segorbe grande de España, sin descendientes. Casó en segundas nupcias, 16 de enero de 1684, con Mariana de Córdoba y Figueroa, hija de Luis Ignacio Fernández de Córdoba y Enríquez de Ribera, VI duque de Feria grande de España y VI marqués de Priego, y de Mariana Fernández de Córdoba Cardona y Requesens. Le sucedió, de su segundo matrimonio, su hija:
- Ana Nicolasa de Guzmán Osorio Dávila y Manrique de Zúñiga (8 de julio de 1692-Madrid, 11 de diciembre de 1762), VII marquesa de Velada, IV duquesa de Atrisco,[19] XIII marquesa de Astorga,[12] tres veces grande de España, X marquesa de Ayamonte, V marquesa de San Román, VI marquesa de Villamanrique, XV condesa de Nieva, VI condesa de Saltés[13] y XIII condesa de Santa Marta.[13]

Casó, el 17 de febrero de 1707, con Antonio Gaspar de Moscoso Osorio y Aragón (1689-1725) (alias, Osorio de Moscoso y Aragón Dávila), VII duque de Sanlúcar la Mayor, IV marqués de Leganés, VIII conde de Altamira, tres veces grande de España, VII marqués de Almazán, IV marqués de Mairena, III marqués de Morata de la Vega, VIII marqués de Poza, V conde de Arzarcóllar, VII conde de Lodosa y  XI conde de Monteagudo de Mendoza. Le sucedió su nieto, hijo de Ventura Antonio Osorio Moscoso (m. 29 de marzo de 1734), VI duque de Medina de las Torres, VIII duque de Sanlúcar la Mayor, XIV marqués de Astorga, V marqués de Leganés, IX conde de Altamira, VIII marqués de Almazán, XI marqués de Ayamonte, V marqués de Mairena, V marqués de Monasterio, IV marqués de Morata de la Vega, IX marqués de Poza, VI marqués de San Román, VII marqués de Villamanrique, VI conde de Arzarcóllar, VIII conde de Lodosa, XIII conde de Monteagudo de Mendoza, VII conde de Saltés y XIV conde de Trastámara, y de Buenaventura Fernández de Córdoba y Cardona, IX duquesa de Baena, XI duquesa de Sessa, X duquesa de Soma, XV condesa de Cabra, X duquesa de Andría, XI duquesa de Santángelo, XV condesa de Palamós, XI condesa de Trivento, XI condesa de Avelino, X condesa de Oliveto, XXI baronesa de Bellpuig, XI baronesa de Calonge, y XII baronesa de Liñola.
- Ventura Antonio Osorio de Moscoso y Fernández de Córdoba (15 de diciembre de 1733- 6 de enero de 1776),[32] VIII marqués de Velada,[1] V duque de Atrisco,[19] X duque de Baena,[28] VII duque de Medina de las Torres,[33] IX duque de Sanlúcar la Mayor,[34] XII duque de Sessa,[29] XI duque de Soma,[26] XIV marqués de Astorga,[12] VI marqués de Leganés,[26] XVI conde de Cabra,[30] X conde de Altamira,[22] once veces grande de España, IX marqués de Almazán, XII marqués de Ayamonte,[31] VI marqués de Mairena,[31] VI marqués de Monasterio, V marqués de Morata de la Vega, X marqués de Poza, VII marqués de San Román (antigua denominación), VIII marqués de Villamanrique, VII conde de Arzarcóllar,[31] XVII conde de Avelino, IX conde de Lodosa, XIV conde de Monteagudo de Mendoza,[31] XVII conde de Nieva, XI conde de Oliveto, XVII conde de Palamós, VIII conde de Saltés,[31] XVI conde de Santa Marta de Ortigueira, XV conde de Trastámara, XVII conde de Trivento, XXI vizconde de Iznájar, XXVI barón de Bellpuig, XI barón de Calonge y barón de Liñola.

Casó con María de la Concepción de Guzmán y Fernández de Córdoba, hija de José de Guzmán y Guevara, VI marqués de Montealegre, VI marqués de Quintana del Marco, IV marqués de Guevara, VII conde de Castronuevo, VII [Condado de los Arcos|conde de los Arcos]], XII conde de Oñate y VIII conde de Villamediana, y de su esposa María Felicha Fernández de Córdoba y Spínola, hija de Nicolás María Fernández de Córdoba y Figueroa, X duque de Medinaceli grande de España y IX marqués de Priego. Le sucedió su hijo:
- Vicente Joaquín Osorio de Moscoso y Guzmán (Madrid, 17 de enero de 1756-26 de agosto de 1816), IX marqués de Velada,[1][35] VI duque de Atrisco,[19] XI duque de Baena,[28] XV duque de Maqueda,[36] VIII duque de Medina de las Torres,[33] X duque de Sanlúcar la Mayor,[34] XIII duque de Sessa,[37] XII duque de Soma,[38] XV marqués de Astorga,[12] VII marqués de Leganés,[21] XI conde de Altamira,[22] XVII conde de Cabra,[30] doce veces grande de España, marqués de Almazán, XIII marqués de Ayamonte,[31] marqués de Elche, VII marqués de Mairena, VII marqués de Monasterio, VI marqués de Morata de la Vega, XI marqués de Poza, VIII marqués de San Román, VIII marqués de Villamanrique, VIII conde de Arzarcóllar,[31] XIII conde de Avelino, X conde de Lodosa, XV conde de Monteagudo de Mendoza,[31] XVIII conde de Nieva, XII conde de Oliveto, XVII conde de Palamós, IX conde de Saltés,[31] XVII conde de Santa María de Ortigueira, XVI conde de Trastámara, XXII vizconde de Iznájar, XXIII barón de Bellpuig, XIII barón de Calonge y XIV barón de Liñola.[31]

Casó en primeras nupcias el 3 de abril de 1774 con María Ignacia Álvarez de Toledo y Gonzaga, hija de Antonio Álvarez de Toledo Osorio Pérez de Guzmán el Bueno y su segunda esposa, María Antonia Gonzaga,  marqueses de Villafranca del Bierzo, y en segundas, siendo su segundo esposo, con María Magdalena Fernández de Córdoba y Ponce de León, hija de los marqueses de Puebla de los Infantes. Le sucedió su hijo:
- Vicente Isabel Osorio de Moscoso y Álvarez de Toledo (Madrid, 19 de noviembre de 1777-31 de agosto de 1837), X marqués de Velada,[1] VII duque de Atrisco,[19] XII duque de Baena,[28] XVI duque de Maqueda, IX duque de Medina de las Torres,[33] XI duque de Sanlúcar la Mayor,[34] XIV duque de Sessa,[37] XIII duque de Soma,[26] XVI marqués de Astorga,[12] VIII marqués de Leganés,[26] XII conde de Altamira,[22] XVIII conde de Cabra,[30] doce veces grande de España, XI marqués de Almazán, XIV marqués de Ayamonte,[39] XVIII marqués de Elche, VIII marqués de Mairena, VIII marqués de Monasterio, VII marqués de Morata de la Vega, XII marqués de Poza, IX marqués de San Román, X marqués de Villamanrique, IX conde de Arzarcóllar,[39]  XVI conde de Monteagudo de Mendoza[39] XVIII conde de Palamós, X conde de Saltés,[39] XVII conde de Santa Marta, XXIII vizconde de Iznájar, XXIV barón de Bellpuig, XIV barón de Calonge y XV barón de Liñola.

Casó en primeras nupcias, el 12 de febrero de 1798, con María del Carmen Ponce de León y Carvajal, VIII marquesa del Águila, V condesa de Garcíez, hija de Antonio María Ponce de León Dávila y Carrillo de Albornoz, III duque de Montemar, VIII marqués de Castromonte, dos veces grande de España, VII marqués del Águila, V conde de Valhermoso, IV conde de Garcíez, y de María del Buen Consejo Carvajal y Gonzaga, hija de Manuel Bernardino de Carvajal y Zúñiga, VI duque de Abrantes, V duque de Linares, etc. Contrajo un segundo matrimonio el 14 de febrero de 1834 con María Manuela de Yanguas y Frías. Le sucedió su hijo del primer matrimonio:
- Vicente Pío Osorio de Moscoso y Ponce de León (1801-22 de febrero de 1864), XI marqués de Velada, VIII duque de Atrisco,[19] XIII duque de Baena,[28] XVII duque de Maqueda,  X duque de Medina de las Torres,[33] IV duque de Montemar,[40] XII duque de Sanlúcar la Mayor,[34] XV duque de Sessa,[37] XIV duque de Soma,[38] XVII marqués de Astorga,[12] IX marqués de Castromonte,[42] IX marqués de Leganés,[21] XIII conde de Altamira,[22] XIX conde de Cabra,[30] catorce veces grande de España, X marqués del Águila, XII marqués de Almazán, XV marqués de Ayamonte, marqués de Elche, IX marqués de Mairena, XII marqués de Montemayor, XIII marqués de Poza, X marqués de San Román, XI marqués de Villamanrique, VIII marqués de Morata, VIII marqués de Monasterio, X conde de Arzarcóllar,[39] conde de Cantillana, VI conde de Garcíez, XII conde de Lodosa, XVII conde de Monteagudo de Mendoza,[39] XIX conde de Nieva, XX conde de Palamós, XI conde de Saltés,[39] conde de Trastámara, XIX conde de Santa Marta, XIV conde de Oliveto,[39] VI conde de Valhermoso, XXIV vizconde de Iznájar, XXV barón de Bellpuig, XV barón de Calonge y XVI barón de Liñola.[39]

Casó con María Luisa de Carvajal Vargas y Queralt, hija de José Miguel de Carvajal y Vargas, II duque de San Carlos, VI conde de Castillejo y IX conde del Puerto. En 10 de octubre de 1884, por rehabilitación, sucedió su nieto hijo de José María Ruiz de Arana y Saavedra, X conde de Sevilla la Nueva, y de su esposa María Rosalía Luisa Osorio de Moscoso y Carvajal (1840-1918), XIV duquesa de Baena, X marquesa de Castromonte, dos veces grande de España, XI marquesa de Villamanrique y XXI condesa de Nieva.
- Francisco de Asís Ruiz de Arana y Osorio de Moscoso (13 de marzo de 1863-19 de noviembre de 1955), XII marqués de Velada, grande de España,[1] gentilhombre grande de España con ejercicio y servidumbre del rey Alfonso XIII.

Casó en primeras nupcias. el 11 de mayo de 1891, con María Pascuala de Jarava y Muñoz (m. 1905). En segundas nupcias casó, el 28 de febrero de 1909, con Adelaida González de Castejón y Torres.  Contrajo un tercer matrimonio, el 4 de noviembre de 1940, con María Rosaro Téllez-Girón y Fernández de Córdoba, XV condesa de Peñaranda de Bracamonte. Sin descendencia de ninguno de sus matrimonios, le sucedió en 1966 su sobrina nieta paterna:
- Ignacia Ruiz de Arana y Montalvo (Deusto, 11 de agosto de 1930-2018), XIII marquesa de Velada, grande de España.[1] Era hija de José Francisco Ruiz de Arana y Fontagud, XII marqués de Castromonte, grande de España y IV marqués de Brenes, y de María del Carmen Montalvo y Orovio.[46]

Casó, el 21 de marzo de 1953, con Carlos Allendesalazar y Travesedo Azpiroz y Bernaldo de Quirós, IV vizconde de Tapia, hijo de Manuel Allendesalazar y Aspiroz, V conde de Montefuerte, y de su esposa, Rita Travesedo y Bernaldo de Quirós, II marquesa de Santa Cristina, grande de España, y IV marquesa de Casariego. Le sucedió su hija:
- María del Carmen Allendesalazar y Ruiz de Arana (n. Madrid, 4 de enero de 1954), XIV marquesa de Velada, grande de España.[1]

Casó con Antonio Morenés Giles (n. Jerez de la Frontera, 8 de julio de 1952), hijo de Antonio Morenés y Medina, IX marqués de Villarreal de Burriel, y de Vicente Giles y Zuleta.